# П'єр-Марк Джонсон
П'єр-Марк Джонсон (фр. Pierre-Marc Johnson, *5 липня 1946, Монреаль) — квебекський політичний діяч, син видатного політика Даніеля Джонсона (старшого), брат Даніеля Джонсона (молодшого).
Після відставки Рене Левека, обіймав посаду Прем'єр-міністра Квебеку з 3 жовтня до 12 грудня 1985. Був лідером  Квебекської партії. Програв вибори 1985 року.

## Зовнішні посилання
Інформація про П'єр-Марка Джонсона на сайті Національної асамблеї Квебеку